# Sylvester Baxter
Sylvester Baxter (West Yarmouth, Massachusetts, 1850-San Juan, Puerto Rico, 1927) fue un historiador estadounidense: se desempeñó como escritor y reportero en el Boston Herald hasta 1893, cuando se convirtió en el primer secretario de la Comisión de Parques Metropolitanos de Massachusetts y, junto con el arquitecto Charles Eliot, dirigió el desarrollo del Sistema Metropolitano de Parques de Greater Boston. Cursó sus estudios universitarios en Leipzig y en Berlín, Alemania, en la década de 1870, antes de regresar a los Estados Unidos. Escribió para Boston Evening Transcript; escribió poesía y publicó ensayos para algunas revistas.
Entre 1920 y 1926 viajó a México, y escribió La arquitectura hispano-colonial de México, un registro documental de arte novohispano y una crítica a la arquitectura del período colonial en México entre los siglos XVI, XVII y XVIII. La obra se publicó en 1934, traducida al español. El libro incluye imágenes de Henry Greenwood Peabody que luego pasaron a formar parte de la colección de fotografías que el Fondo Guillermo Tovar de Teresa donó a la Fototeca Nacional del Instituto Nacional de Antropología e Historia.